# زغبة موناردية
زغبة موناردية (الاسم العلمي:Graphiurus monardi) (بالإنجليزية: Monard’s African Dormouse)‏ هو نوع من الثدييات يتبع جنس الزغبة الأفريقية من فصيلة الزغبات.